# Exagium
Exagium (pl. exagia) è un termine latino, usato sotto gli imperatori Arcadio, Onorio, Teodosio II e Valentiniano III, per indicare dei pesi monetari che erano usati per verificare il peso delle monete. 
In particolare furono emessi esemplari di exagium solidi, che permettevano di controllare il peso del solido. 
Nella novella de pretio solidi di Teodosio II e Valentiniano per indicare il peso monetario è scritto: De ponderibus quoque, ut fraus penitus amputetur, a nobis aguntur exagia, quae …. sine fraude debeant custodiri .
Da exagium vengono espressioni italiane come saggio, saggiare.